# Norman Smiley
Norman Anthony Smiley (28 de febrero de 1965) es un luchador profesional britanicoestadounidense. Actualmente trabaja como entrenador para la empresa WWE y productor tras bambalinas en Lucha Libre AAA Worldwide.
Smiley es conocido por sus apariciones en la promoción de lucha libre mexicana Consejo Mundial de Lucha Libre, de 1991 a 1995, y con la empresa estadounidense World Championship Wrestling, de 1997 a 2001. Entre sus logros, destaca un reinado como Campeonato Mundial Peso Pesado de CMLL, y otro como Campeonato Hardcore de WCW .

## Primeros años
Smiley nació en Northampton, Inglaterra. A principios de la década de 1970, sus padres se divorciaron y Smiley emigró con su madre a Miami, Florida, afincándose en los Estados Unidos. Smiley asistió a la Escuela Secundaria Superior de Miami Beach, donde participó en lucha amateur y levantamiento de pesas. Se graduó en 1984.

## Carrera

### Inicios (1985-1991)
Norman Smiley fue entrenado por Boris Malenko y Dean Malenko, antes de debutar en 1985 dentro del circuito independiente en prmociones de Florida. Originalmente fue conocido como "Magia Negra", y luego como el odiado "Lord Henry Norman". Smiley fue parte de Universal Wrestling Federation, grupo de lucha libre japonés de estilo shoot, esto en 1988 y 1989. En 1990, compitió en el evento World Championship Wrestling Starrcade 1990, donde hizo con Chris Adams para enfrentarse a Konnan y Rey Misterio, Sr.

### Consejo Mundial de Lucha Libre (1991-1995)
En 1991, comenzó a luchar para el Consejo Mundial de Lucha Libre en México con el nombre de "Black Magic", donde ganó el Campeonato Mundial Peso Pesado de CMLL y lo mantuvo hasta perder ante Brazo de Plata en 1993.

### Extreme Championship Wrestling (1995-1996)
En 1995 y 1996, apareció brevemente en la promoción Extreme Championship Wrestling con sede en Filadelfia, Pensilvania.

### World Championship Wrestling

#### Primeros años en la empresa (1997-1999)
Smiley firmó con World Championship Wrestling (WCW) en 1997, haciendo su debut en una grabación televisiva de Pro al derrotar a Manny Fernandez el 9 de octubre de 1997. Smiley hizo su debut televisado y su primera aparición en pago por evento en el evento de la Tercera Guerra Mundial el 23 de noviembre, compitiendo en la batalla real titular; sin embargo, el partido fue ganado por Scott Hall . Después de ser retirado de la televisión, regresó en el episodio del 9 de febrero de 1998 de Nitro, con un nuevo truco, que lo vio realizar su movimiento de baile característico, el "Big Wiggle". Sin embargo, en su partido de vuelta, sería derrotado por Konnan . Smiley recibió su primera oportunidad por el título en WCW en el episodio del 8 de junio de Nitro cuando desafió sin éxito a Fit Finlay por el Campeonato Mundial de Televisión. En Fall Brawl, Smiley se enfrentó a Ernest Miller en un esfuerzo fallido.
Smiley se volvió rudo en una entrevista entre bastidores en el episodio del 19 de diciembre de Saturday Night, donde se burló de los fanáticos por decir su nombre incorrectamente. En Starrcade, derrotó al Príncipe Iaukea . Luego se peleó con Chavo Guerrero Jr., en una ocasión destruyó la mascota del caballo de juguete de Guerrero, Pepè, al introducirlo en una astilladora de madera en el episodio del 11 de enero de 1999 de Nitro . Esto culminó en un partido entre los dos en Souled Out el 17 de enero, que ganó Smiley.

#### Campeón Hardcore (1999-2001)
A fines de 1999, Smiley ingresó a la división hardcore . Participó en un torneo por el vacante Campeonato Mundial Peso Pesado de WCW, en el que derrotó a Bam Bam Bigelow en la primera ronda en un combate duro en el episodio del 25 de octubre de Nitro antes de perder ante Billy Kidman en un combate duro en la segunda ronda en noviembre. 1. Smiley se convertiría en el poseedor del título inaugural del Campeonato Hardcore de WCW al derrotar a Brian Knobbs en una final del torneo en Mayhem el 21 de noviembre. Durante su carrera por el campeonato, adoptaría el apodo de 'Screamin', debido a que constantemente chillaba en un tono agudo durante sus partidos, debido a su miedo a las armas. También solía usar equipo deportivo de protección cuando ingresaba al ring, generalmente también con el uniforme de un equipo deportivo local profesional o universitario para ganar un pop barato . Defendió con éxito el título contra The Wall, Rhonda Sing y Fit Finlay mientras también retuvo el título contra Meng en Starrcade . Smiley desafió sin éxito a Jeff Jarrett por el Campeonato de peso pesado de los Estados Unidos en un Bunkhouse Brawl el 6 de enero de 2000 en el episodio de Thunder. La semana siguiente, en Thunder, Smiley perdió el Campeonato Hardcore ante Knobbs, que no pudo recuperar en Souled Out en un fatal combate a cuatro bandas que también involucró a Fit Finlay y Meng.
Smiley luego comenzaría a pelear con 3 Count, compitiendo contra el trío en un partido de desventaja en SuperBrawl 2000, que Smiley perdió. En Uncensored, Smiley se asoció con The Demon para derrotar a XS (Lane y Rave) en una lucha por equipos. En el episodio del 10 de abril de Nitro, todos los títulos de WCW se declararon vacantes y la promoción se reinició en la historia. En Spring Stampede, Smiley se enfrentó a Terry Funk en un duro partido por el Campeonato Hardcore vacante, que Funk ganó. Smiley continuaría enemistado con Funk por el título y reclutó al antiguo socio de Chris Jericho, Ralphus, para que fuera su manager . Con la ayuda de Ralphus, robó un campeonato de lucha en el patio trasero de un grupo de niños durante una viñeta. Smiley y Ralphus desafiaron sin éxito a Funk por el título en partidos de handicap en Slamboree y en la edición de Nitro de la noche siguiente. En el episodio del 23 de mayo de Nitro, Smiley se asoció con Funk para desafiar a Shane Douglas por el título en un partido de handicap, que ganó Funk. Smiley luego continuaría persiguiendo el Campeonato Hardcore mientras desafiaba sin éxito a Big Vito y Lance Storm por el título en varias ocasiones.
En el episodio del 14 de agosto de Nitro, Smiley derrotó al recién coronado campeón Carl Ouellet para ganar su segundo Campeonato Hardcore. Defendió con éxito el título contra KroniK en un partido de handicap en el episodio del 21 de agosto de Nitro y MI Smooth en un combate "I Quit" en el episodio del 23 de agosto de Thunder. Smiley fue despojado del título por el comisionado de WCW, Mike Sanders, en el episodio del 27 de septiembre de Nitro. Smiley hizo su última aparición de pago por evento en WCW en Millennium Final, donde participó en una batalla real de 18 hombres que no pudo ganar. Más tarde esa noche, derrotó a Fit Finlay en un partido Hardcore de Oktoberfest.
El ángulo final de Smiley en WCW tuvo lugar a principios de 2001, donde lo colocaron con Glacier que regresaba en parodias cómicas donde se suponía que ayudaría a Smiley en sus combates, pero se tomó su tiempo para llegar al ring para interactuar con los fanáticos. Luego ingresó al ring después del hecho para posar para los fanáticos antes de empujar a Smiley fuera del camino para realizar su antigua rutina de kata. Esto llevaría a Smiley a perder sus partidos. Smiley permaneció en WCW hasta que la empresa fue vendida a World Wrestling Federation en marzo de 2001. No fue contratado por WWF después de la venta.

### Circuito independiente (2001-2007)
Smiley luchó para la efímera X Wrestling Federation y la World Wrestling All-Stars, antes de regresar al circuito independiente.

### Acción continua total de NWA (2002, 2006-2007)
Luchó brevemente para NWA Total Nonstop Action en 2002 y luego tuvo varios combates de prueba con WWE en 2003 y 2004. En febrero de 2006, estuvo en backstage durante el pago por evento de TNA Against All Odds 2006, y luchó en un combate de apertura de ocho hombres en un episodio de TNA Impact. poco después, haciendo el Big Wiggle sobre Jeff Jarrett. En TNA Destination X 2006, Smiley y Shark Boy perdieron ante David Young y Elix Skipper . en el episodio del 18 de marzo de Impact, Smiley y Shark Boy derrotaron a The Latin American Xchange (Homicide and Machete). en el episodio del 8 de abril de Impact, Smiley y Shark Boy compitieron contra Elix Skipper y David Young y el combate terminó sin competencia cuando Jeff Jarrett's Army (Jeff Jarrett, Scott Steiner y America's Most Wanted) atacó a los cuatro hombres y Smiley fue inactivo durante varias semanas después de un ataque a manos de Scott Steiner, pero regresó en el episodio del 29 de junio de Impact!, perdiendo ante Monty Brown. en el episodio del 13 de julio de Impact, Smiley perdió ante Abyss. en el episodio del 7 de septiembre de Impact, Smiley, Shark Boy y The James Gang perdieron ante America's Most Wanted, Matt Bentley y Kazarian . en el episodio del 5 de octubre de Impact, Smiley compitió en un fatal combate de cinco esquinas que ganó Shark Boy. en el episodio del 19 de octubre de Impact, Smiley perdió ante Christian Cage en una pelea callejera. En Bound for Glory, Smiley compitió en la batalla real Open Invitational X Division Gauntlet que ganó Austin Starr. En el episodio del 16 de febrero de 2007 de Impact! Smiley hizo su regreso, formando equipo con Shark Boy en una derrota ante The Latin American Xchange (Homicide and Machete), esta lucha por equipos resultaría ser la última lucha de Smiley con TNA.

### WWE (2007-presente)
En 2007, Smiley se mudó a Orlando para trabajar como entrenador para el entonces territorio de desarrollo de WWE, Florida Championship Wrestling. También luchó en su último combate realizado en WWE, en noviembre de 2007. En el mismo, enfrentó a Vladimir Kozlov en un dark match durante las grabaciones de un episodio de Heat. A principios de 2010, comenzó a hacer apariciones en cámara como el teniente gerente general de FCW y más tarde, en agosto de ese año, fue conocido en FCW TV como el enlace al presidente de FCW, Steve Keirn.
Desde sus inicios como territorio de desarrollo, Smiley ha continuado trabajando como entrenador de WWE en la marca NXT.

## Campeonatos y logros
- Consejo Mundial de Lucha Libre
  - Campeonato mundial de peso pesado de CMLL (1 vez)[20]
- Four Star Championship Wrestling
  - FSCW Heavyweight Championship (1 vez)
- Future of Wrestling
  - FOW Heavyweight Championship (1 vez)[21]
- Global Wrestling Alliance
  - GWA Global Television Championship (1 vez)
- Independent Pro Wrestling Association
  - IPWA Southern Championship (1 vez)
  - IPWA Tag Team Championship (1 vez) - con Joe DeFuria
- Maximum Pro Wrestling
  - MXPW Heavyweight Championship (1 vez)
- Pro Wrestling Illustrated
  - Clasificado No. 107 de los 500 mejores luchadores individuales del PWI 500 en 2000[22]
  - Clasificado No. 375 de los 500 mejores luchadores individuales de los años de PWI en 2003[23]
- World Championship Wrestling
  - WCW Hardcore Championship (2 veces)[24]
- Xtreme Wrestling Alliance
  - XWA World Heavyweight Championship (1 vez)